# 란테르네
란테르네(이탈리아어: lanterne, 단수: lanterna 란테르나[*])는 이탈리아의 파스타이다. 어원은 기름 랜턴을 의미하는 이탈리아어에서 유래했다. 란테르네는 물결처럼 이랑이 깊이 파여있고 전구처럼 속이 파인 형태로 만들어진다.